# Liste de peintures de Grégoire Guérard
Cette page dresse la liste des peintures de Grégoire Guérard, peintre français d'origine néerlandaise, actif en Champagne et en Bourgogne entre 1512 et 1538. 

## Liste
| Image | Titre | Date             | Techniques et dimensions                                                               | Commentaire | Lieu de conservation                                    | N° de catalogue raisonné (Elsig, 2017) |
| ----- | --- | ---------------- | -------------------------------------------------------------------------------------- | ----------- | ------------------------------------------------------- | -------------------------------------- |
|       | |                  |                                                                                        |             |                                                         |                                        |
|       | L'Arbre de Jessé | vers 1508 ?      | Vitrail 550 x 300 cm                                                                   |             | Troyes, église de la Madeleine                          | 1                                      |
|       | Saint Pierre pénitent | 1512             | Huile sur bois 176 x 115 cm                                                            |             | Troyes, église de la Madeleine                          | 2                                      |
|       | Le Portement de croix (fragment) | 1512             | Huile sur bois 46,5 x 83,5 cm                                                          |             | Castres, musée Goya                                     | 3a                                     |
|       | Le Portement de croix (fragment) | 1512             | Huile sur bois 47 x 65 cm                                                              |             | Alger, musée des Beaux-Arts                             | 3b                                     |
|       | La Déploration du Christ (fragment) | 1512             | Huile sur bois 41,2 x 35,6 cm                                                          |             | Autun, musée Rolin                                      | 3c                                     |
|       | La Déploration du Christ (fragment) | 1512             | Huile sur bois 47 x 96 cm                                                              |             | Ecouen, musée national de la Renaissance                | 3d                                     |
|       | Déposition de croix | vers 1512-1515 ? | Huile sur bois transposé sur toile 75 x 95 cm                                          |             | Localisation actuelle inconnue                          | 4                                      |
|       | Triptyque de l'Eucharistie | 1515             | Huile sur bois 179 x 186 (panneau central) 170 x 90 cm (volets)                        |             | Autun, musée Rolin                                      | 5                                      |
|       | La Vierge à l'Enfant et Saint Jean-Baptiste                                                                                               | vers 1516-1517   | Huile sur bois 121 x 77 cm                                                             |             | Dijon, musée des Beaux-Arts                             | 6                                      |
|       | Triptyque de saint Jérôme | 1518             | Huile sur bois transposé sur toile 117 x 140 cm (panneau central) 120 x 61 cm (volets) |             | Bourg-en-Bresse, musée de Brou                          | 7                                      |
|       | L'Arrestation du Christ | vers 1518-1520   | Huile sur bois 103,4 x 93,6 cm                                                         |             | Dijon, musée des Beaux-Arts                             | 8                                      |
|       | Saint Georges terrassant le dragon | vers 1518-1520   | Huile sur bois 69 x 76 cm                                                              |             | Ecouen, musée national de la Renaissance                | 9                                      |
|       | Saint Jean ressuscitant Drusienne | vers 1518-1520   | Huile sur bois 147 x 115,5 cm                                                          |             | Collection particulière                                 | 10                                     |
|       | La Cène | vers 1518-1520   | Huile sur bois 90 x 155 cm                                                             |             | Localisation actuelle inconnue                          | 11                                     |
|       | Le Lavement des pieds | 1519             | Huile sur bois 57 x 85,5 cm                                                            |             | Troyes, musée de Vauluisant                             | 12a                                    |
|       | La Déploration du Christ | 1519             | Huile sur bois 57,5 x 86 cm                                                            |             | Collection particulière                                 | 12b                                    |
|       | Sainte Catherine Saint Sébastien (revers)                                                                                                 | 1520             | Huile sur bois 90 x 43,5 cm                                                            |             | Budapest, musée des Beaux-Arts                          | 13a                                    |
|       | Sainte Barbe Saint Roch (revers) | 1520             | Huile sur bois 90 x 43,5 cm                                                            |             | Budapest, musée des Beaux-Arts                          | 13c                                    |
|       | La Vierge à l'Enfant avec saint Jean-Baptiste                                                                                             | 1520             | Huile sur bois 88,9 x 101,6 cm                                                         |             | Localisation actuelle inconnue                          | 13b                                    |
|       | Triptyque de la Vierge à l'Enfant avec saint Jean-Baptiste, entre sainte Barbe et sainte Catherine                                        | 1520             | Huile sur bois 82 x 75 cm (panneau central) 75 x 33 cm (volets)                        |             | Autun, église Saint-Pantaléon                           | 14                                     |
|       | Sainte Barbe | vers 1520 ?      | Huile sur bois 38 x 29,5 cm                                                            |             | Tournus, musée Greuze                                   | 15                                     |
|       | Noli me tangere Ange de l'Annonciation (revers)                                                                                           | vers 1520        | Huile sur bois 85 x 77 cm                                                              |             | Collection particulière                                 | Non catalogué                          |
|       | La Résurrection du Christ |                  | Huile sur bois 112,5 x 92,1 cm                                                         | Attribué    | Besançon, musée des Beaux-Arts et d'Archéologie         | Non catalogué                          |
|       | La Présentation de la Vierge au Temple | 1521             | Huile sur bois 102 x 81 cm                                                             |             | Dijon, musée des Beaux-Arts                             | 16                                     |
|       | Le Martyre de saint Laurent et L'Arrestation de saint Sixte (revers) La Transfiguration et Saint Laurent distribuant les aumônes (revers) | 1522             | Huile sur bois 115 x 116 cm                                                            |             | Saint-Léger-sur-Dheune, église                          | 17                                     |
|       | L'Assomption Sainte Élisabeth (revers) | 1522             | Huile sur bois 93 x 86 cm                                                              |             | Troyes, musée de Vauluisant                             | 18                                     |
|       | Triptyque de la mort de la Vierge | vers 1522-1523   | Huile sur bois 126 x 258 cm (panneau central)                                          |             | Cuisery, église Notre-Dame                              | 19                                     |
|       | Volets de la Passion | 1523             | Huile sur bois 172 x 138 cm                                                            |             | Bourg-en-Bresse, église Notre-Dame                      | 20                                     |
|       | Triptyque de la Vierge à l'Enfant et saint Jean-Baptiste                                                                                  | 1524             | Huile sur bois 75,5 x 73,5 cm                                                          |             | Collection particulière                                 | 21                                     |
|       | La Vierge à l'Enfant avec saint Jean-Baptiste                                                                                             | vers 1524        | Huile sur bois 63,5 x 54,5 cm                                                          |             | Gondrecourt-le-Château, chapelle                        | 22                                     |
|       | Saint Claude entre saint Pierre, saint Jean, saint Philippe et saint Bonaventure                                                          | vers 1524-1525   | Huile sur bois 84 x 187 cm                                                             |             | Saint-Laurent-sur-Saône, église Saint-Laurent           | 23                                     |
|       | Les saintes femmes au tombeau | vers 1525        | Huile sur bois 46 x 100 cm                                                             |             | Cluny, Pharmacie de l'Hôpital                           | 24                                     |
|       | La Mort de la Vierge | vers 1525        | Huile sur bois 105 x 105 cm                                                            |             | Chalon-sur-Saône, hôpital Saint-Laurent                 | 25                                     |
|       | Triptyque de l'Adoration des bergers | 1526             | Huile sur bois 84 x 85,3 cm (panneau central) 84 x 42,5 cm (volets)                    |             | Saint-Trivier-de-Courtes, église Notre-Dame             | 26                                     |
|       | Triptyque de la Déploration du Christ | 1527             | Huile sur bois 80 x 160 cm (panneau central) 80 x 82 cm (volets)                       |             | Châtillon-sur-Chalaronne, ancien hôpital                | 27                                     |
|       | La Vierge à l'enfant avec saint Jean-Baptiste                                                                                             | vers 1527-1530   | Huile sur bois                                                                         |             | Localisation actuelle inconnue                          | Non catalogué                          |
|       | La Vierge à l'enfant avec saint Jean-Baptiste                                                                                             | vers 1527-1530   | Huile sur bois 92 x 122,5 cm                                                           |             | Plombières-lès-Dijon, église Saint-Baudèle              | 28                                     |
|       | Sainte Catherine Saint Christophe (revers)                                                                                                | vers 1527-1530   | Huile sur bois 91,5 x 54,8 cm                                                          |             | Dijon, musée des Beaux-Arts                             | 29                                     |
|       | La Résurrection La Vierge de l'Annonciation (revers)                                                                                      | vers 1527-1530   | Huile sur bois 116,6 x 95,3 cm                                                         |             | Collection particulière                                 | 30                                     |
|       | La Présentation au Temple La Vierge de l'Annonciation (revers)                                                                            | 1530             | Huile sur bois 95 x 70 cm                                                              |             | Chalon-sur-Saône, cathédrale Saint-Vincent              | 31                                     |
|       | Huit Prophètes | vers 1530        | Peintures murales 200 cm                                                               |             | Cuisery, église Notre-Dame                              | 32                                     |
|       | La Mise au tombeau | vers 1530-1531   | Huile sur bois 110 x 233 cm                                                            |             | Dole, musée des Beaux-Arts                              | 33                                     |
|       | La Vierge à l'Enfant avec saint Jean-Baptiste                                                                                             | 1531             | Huile sur bois 61 x 48 cm                                                              |             | Châtillon-sur-Seine, musée du Pays châtillonnais        | 34                                     |
|       | Verrière de l'Histoire de Daniel | 1531             | Vitrail 500 x 320 cm                                                                   |             | Troyes, église Saint-Pantaléon                          | 35                                     |
|       | Verrière de la Passion du Christ | 1531             | Vitrail 500 x 300 cm                                                                   |             | Troyes, église Saint-Pantaléon                          | 36                                     |
|       | Verrière de la Vie de la Vierge | 1531-1533        | Vitrail 500 x 300 cm                                                                   |             | Troyes, église Saint-Pantaléon                          | 37                                     |
|       | La Déploration du Christ | vers 1531-1533   | Huile sur bois 127 x 145 cm                                                            |             | Saint-Quentin, collégiale                               | 38                                     |
|       | Le Christ en croix La Déploration du Christ                                                                                               | 1532             | Huile sur bois 40 x 30 cm (chacun)                                                     |             | Collection particulière                                 | 39                                     |
|       | Le Christ portant sa croix | 1533             | Huile sur bois 42,2 x 35,1 cm                                                          |             | Paris, musée du Louvre                                  | 40                                     |
|       | Triptyque de la Crucifixion | 1536             | Huile sur bois 63 x 47 cm (panneau central) 69 x 23 cm (volets)                        |             | Troyes, musée des Beaux-Arts (dépôt du musée de Colmar) | 41                                     |
|       | Sainte Barbe | 1538             | Vitrail 80 x 60 cm                                                                     |             | Troyes, église Saint-Pantaléon                          | 42                                     |
|       | Le Christ descendant aux limbes | avant 1550       | Vitrail 250 x 130 cm                                                                   |             | Châtillon-sur-Seine, église Saint-Nicolas               | Non catalogué                          |